# Arbouet
Pour les articles homonymes, voir Arbouet.
Arbouet est une ancienne commune française du département des Pyrénées-Atlantiques. Le 14 juin 1842, la commune fusionne avec Sussaute pour former la nouvelle commune d'Arbouet-Sussaute.

## Géographie
Le village fait partie du Lauhire et du pays de Mixe, dans la province basque de Basse-Navarre.

## Toponymie
Le toponyme Arbouet apparaît sous les formes 
Arbute (XIIe siècle, cartulaire de Sorde), 
Arbet (1119), 
Arbut (1125), 
Sanctus Martinus de Arbut (1160), 
Arbbet (1268), 
Arboet (1316, 1350, 1413 et 1472, notaires de Labastide-Villefranche pour cette dernière mention), 
Arbuete et Arbuet (1621 pour ces deux formes, Martin Biscay).
Son nom basque est Arboti.

## Démographie
Le recensement à caractère fiscal de 1412-1413, réalisé sur ordre de Charles III de Navarre, comparé à celui de 1551 des hommes et des armes qui sont dans le présent royaume de Navarre d'en deçà les ports, révèle une démographie en forte croissance. Le premier indique à Arbouet la présence de 12 feux, le second de 31 (24 + 7 feux secondaires). 
Le recensement de la population de Basse-Navarre de 1695 dénombre 52 feux à Arbouet.
| 1793 | 1800 | 1806 | 1821 | 1831 | 1836 |
| ---- | ---- | ---- | ---- | ---- | ---- |
| 390  | 312  | 341  | 337  | 307  | 317  |

## Culture locale et patrimoine

### Patrimoine religieux
L'église Saint-Jean-Baptiste date de 1860. Elle est inscrite à l'Inventaire général du patrimoine culturel.

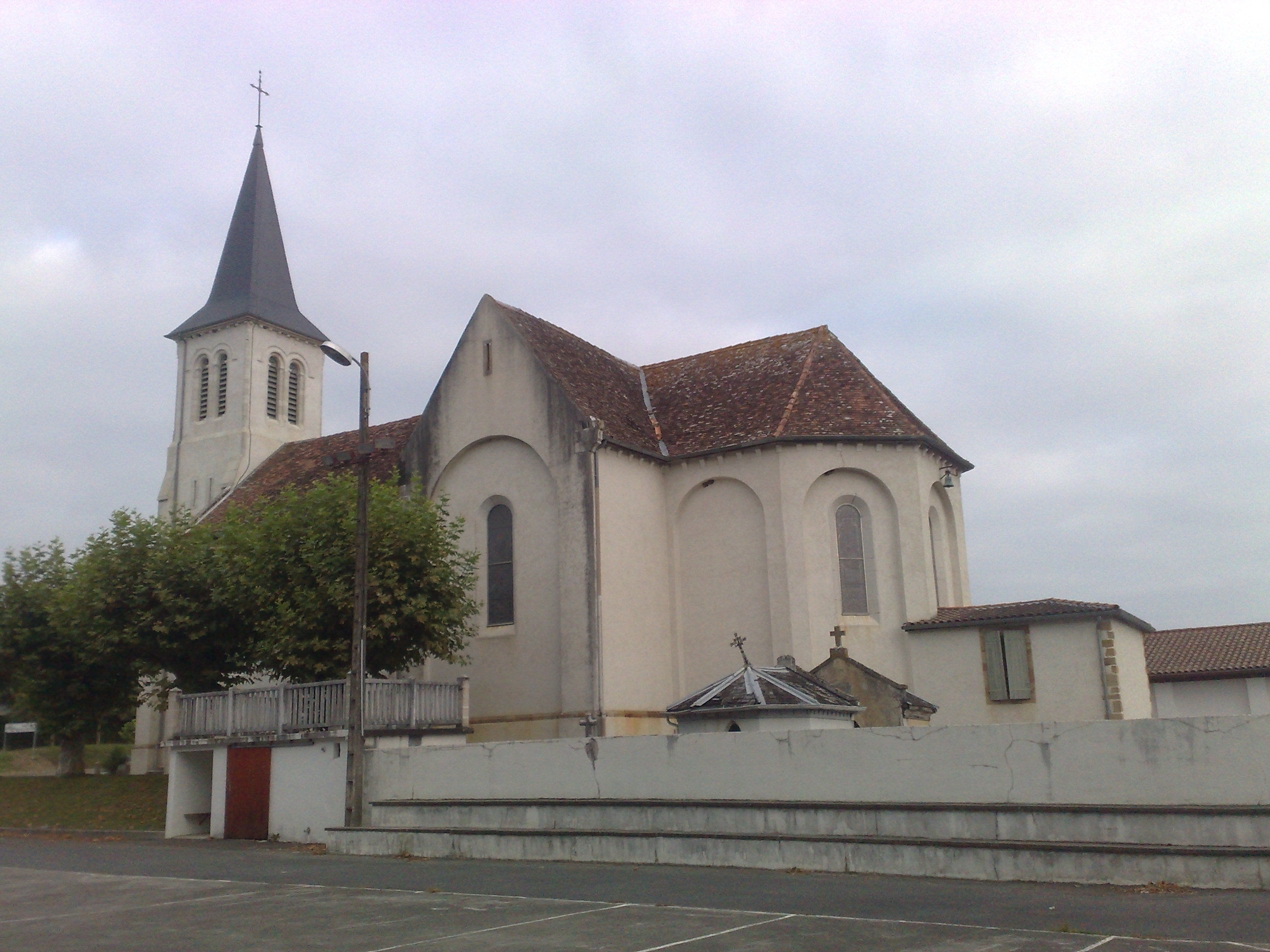
Église Saint-Jean-Baptiste d'Arbouet

## Pour approfondir